# イチから始める最強勇者育成
『イチから始める最強勇者育成』（いちからはじめるさいきょうゆうしゃいくせい）は琴平稜による日本のライトノベル。イラストはれい亜。富士見ファンタジア文庫（富士見書房）より2015年6月から2016年3月まで刊行された。

## ストーリー
魔王を倒すため、女神に選ばれた新米勇者の少女たち。女神からその指導役に任命されたクロノス。クロノスは、彼女たちからは下僕扱いを受けつつ、影からなんとか実力を上げさせようと仕向ける。だが、思うようにはいかず、奔放な彼女たちは雑魚モンスターにすら苦戦する。言うことを聞いてくれない上、クロノスのやり方が甘いせいもあって、いつまでたっても成長が見えないと思いきや……？

## 登場人物
クロノス
かつて最強の座までのぼりつめた、大陸に5人しかいないSランクの勇者だった。女神の命を受け、その実力とカリスマ性でミアたち駆け出し勇者を導くはずが、「レベル１の村人」として認識されているが、それでもなんとか成長させようとしている。
ミア
本名はアミーリア。ワガママなようでいて素直になれないだけ。オリジナル魔法の開発が趣味。
シルフィー
お淑やかに見えるもドS。弓矢が得意だが、実践には不慣れ。
ライア
明るく活発で正義感が強い。その行動は常識外れで予想が付かない。
ベル
女神からクロノスの元に遣わされた妖精。

## 設定
二千年ほど前に、女神の加護で平和だった世界に現れ、人々を苦しめた魔王。女神の力でも倒すことはかなわず、二度と目覚めぬように封印するしかできなかった。魔王は深い眠りにあってなお、負の波動を大陸中に撒き散らし、魔族を生み出し続け、それらは古い遺跡や洞穴に巣食っており、人々の中から数多の冒険者たちが打倒すべく立ち上がる。
そうして拮抗していた人と魔族の関係だが、ここ数年、魔族の動きが活発になり、人々に魔王復活の予兆ではないかと噂されるようになった。その動きを察知してか、救世主となる三人の乙女（ミア、ライア、シルフィー）が女神によって人知れず選ばれた。

## 既刊一覧
- 琴平稜（著）・れい亜（イラスト）、富士見書房〈富士見ファンタジア文庫〉、全3巻 
  - 『イチから始める最強勇者育成 毒の沼を泳いで渡る彼女たちを勇者にするのは間違っているだろうか』、2015年6月20日発売[1]、ISBN 978-4-04-070605-4
  - 『イチから始める最強勇者育成2 王道という概念が存在しない厄介な勇者王座決定戦』、2015年10月20日発売[2]、ISBN 978-4-04-070606-1
  - 『イチから始める最強勇者育成3 最低ランクの新米勇者たちが半年でレベルを20上げて世界を救った話』、2016年3月20日発売[3]、ISBN 978-4-04-070866-9